# Comuna Mihai Viteazu, Constanța
Mihai Viteazu este o comună în județul Constanța, Dobrogea, România, formată din satele Mihai Viteazu (reședința) și Sinoe.

## Demografie
Componența etnică a comunei Mihai Viteazu
     Români (88,05%)
     Alte etnii (0,73%)
     Necunoscută (11,22%)
Componența confesională a comunei Mihai Viteazu
     Ortodocși (85,39%)
     Penticostali (2,35%)
     Alte religii (0,82%)
     Necunoscută (11,44%)
Conform recensământului efectuat în 2021, populația comunei Mihai Viteazu se ridică la 3.155 de locuitori, în scădere față de recensământul anterior din 2011, când fuseseră înregistrați 3.244 de locuitori. Majoritatea locuitorilor sunt români (88,05%), iar pentru 11,22% nu se cunoaște apartenența etnică. Din punct de vedere confesional, majoritatea locuitorilor sunt ortodocși (85,39%), cu o minoritate de penticostali (2,35%), iar pentru 11,44% nu se cunoaște apartenența confesională.

## Politică și administrație
Comuna Mihai Viteazu este administrată de un primar și un consiliu local compus din 13 consilieri. Primarul, Adrian Costache[*], de la Partidul Național Liberal, este în funcție din 1 noiembrie 2024. Începând cu alegerile locale din 2024, consiliul local are următoarea componență pe partide politice:
|  | Partid                          | Consilieri | Componența Consiliului | Componența Consiliului | Componența Consiliului | Componența Consiliului | Componența Consiliului |
|  | ------------------------------- | ---------- | ---------------------- | ---------------------- | ---------------------- | ---------------------- | ---------------------- |
|  | Partidul Național Liberal       | 5          |                        |                        |                        |                        |                        |
|  | Partidul Social Democrat        | 5          |                        |                        |                        |                        |                        |
|  | Partidul S.O.S. România         | 2          |                        |                        |                        |                        |                        |
|  | Alianța pentru Unirea Românilor | 1          |                        |                        |                        |                        |                        |

## Personalități
- Viorel Talapan (n. 25 februarie 1972)  este un canotor român, laureat cu aur și argint la Barcelona 1992